# Yangtian (socken i Kina, Sichuan)
Yangtian (kinesiska: 羊田乡, 羊田) är en socken i Kina. Den ligger i provinsen Sichuan, i den sydvästra delen av landet, omkring 270 kilometer söder om provinshuvudstaden Chengdu. Antalet invånare är 10 864. Befolkningen består av 5 346 kvinnor och 5 518 män. Barn under 15 år utgör 26,0 %, vuxna 15-64 år 62 %, och äldre över 65 år 10,0 %.
Genomsnittlig årsnederbörd är 1 362 millimeter. Den regnigaste månaden är augusti, med i genomsnitt 270 mm nederbörd, och den torraste är december, med 21 mm nederbörd.